# Croix de Charité
La Croix de Charité (en serbe cyrillique Крст милосрђа), créée le 7 mai 1913 et décernée par le Royaume de Serbie, récompense hommes et femmes de toute nationalité pour les soins qu'ils ont prodigués pendant et après les deux guerres balkaniques et lors de la Première Guerre mondiale.

## Histoire
Créée le 7 mai 1913 par Pierre Ier roi de Serbie, la Croix de Charité est décernée pour la dispensation « des soins zélés, réguliers et dévoués, ainsi que des services et une aide aux soldats blessés et malades en temps de guerre et de paix, en temps d'épidémie, d'incendie et de famine ». La médaille récompense le personnel militaire serbe et étranger, les membres de la Croix-Rouge et les civils au cours des deux guerres balkaniques et de la Première Guerre mondiale.

## Médaillés notables
- Rotha Lintorn-Orman en 1917 par deux fois pour ses actes de bravoure pendant le Grand incendie de Thessalonique[2].